# Colman Von Keviczky
Colman Von Keviczky (ungarisch Kálmán Keviczky, andere Schreibweise Colman VonKeviczky, * 21. August 1909 in Vrútky, Königreich Ungarn, heute Slowakei; † 27. Juli 1998 in New York City) war ein ungarischer Berufsoffizier und international vernetzter Ufologe. 1966 gründete er das Intercontinental Galactic Spacecraft (UFO) Research and Analytic Network (ICUFON).

## Leben
1932 schloss er sein Studium an der Ludovika-Akademie mit einem Master in Militärwissenschaft und Ingenieurwissenschaft ab und diente anschließend bis 1945 in der Königlich Ungarischen Armee, wo er in einer Abteilung für Bildungswesen des Generalstabs tätig war. Letzter Dienstgrad war Major.
Nach dem Ende des Zweiten Weltkriegs hielt er sich als Flüchtling in der Amerikanischen Besatzungszone auf und war für die United States Army in München und Heidelberg u. a. als Filmregisseur tätig.
1952 siedelte er in die USA über. Dort betrieb er bis 1964 die Firma „Highlight Motion Picture and Photographic Enterprises“ und war Herausgeber des Magazins Hungarian Illustrated. Von 1964 bis 1966 arbeitete er in New York für die Vereinten Nationen als Film- und Fototechniker.
1966 gründete er in New York ICUFON. ICUFON vertrat die These, dass es sich bei UFOs um Raumschiffe außerirdischer Zivilisationen von außerhalb des Sonnensystems handele. Es sei Aufgabe der Vereinten Nationen, die UFO-Forschung international zu koordinieren. In Deutschland wurde ICUFON ab 1967 durch den Kunstmaler und Herausgeber Karl L. Veit vertreten. Vom 3. bis 6. November 1967 nahm Von Keviczky an dem 7. Internationalen UFO-Kongress in Mainz teil, der von Veit und seiner Deutschen UFO/IFO-Studiengesellschaft e. V. ausgerichtet wurde und auf dem neben Erich von Däniken auch Hermann Oberth auftrat. Auf dem Kongress hielt Von Keveczky den Vortrag Globale UFO-Forschung und Sicherheit der Länder.
Von Keviczky behauptete, dass UFOs u. a. für die Entführung von US-amerikanischen Soldaten während des Vietnamkriegs verantwortlich seien und global Militäreinrichtungen ausspionieren würden. Er forderte daher, wie auch ICUFON, eine Koordination der UFO-Forschung durch die UNO.
Im Oktober 1989 trat Von Keviczky u. a. mit Johannes von Buttlar und Michael Hesemann auf dem Ufologen-Kongress Dialog mit dem Universum in Frankfurt am Main auf. Dabei wurde Von Keviczky für RTL aktuell von Hans Meiser auf Deutsch interviewt. Das Interview ist youtube.com überliefert. Colman Von Keviczky verstarb am 27. Juli 1998 in New York. Ob ICUFON noch tätig ist bzw. existiert, ist ungesichert.